# Shenel Gall
Shenel Gall (* 29. August 1991 in Bodden Town, Cayman Islands) ist eine Fußballnationalspielerin von den Cayman Islands.

## Leben
Galls Vater Winston „Lucky“ war einst Juniorennationalspieler auf den Kaimaninseln und spielte in der Local Football League. Ihre Mutter Goria spielte ebenfalls als aktive Fußballspielerin und war als Abwehrspielerin in der Pee Wee League, der höchsten Frauenfußballliga auf den Cyman Islands am Ball.

### Karriere

#### Im Verein
Gall startete ihre Karriere mit 13 Jahren beim Bodden Town FC, wo sie 2004 Rookie of the Year wurde. Es folgten für sie in den nachfolgenden Jahren, die persönlichen Auszeichnungen, der besten Torschützenkönigin 2006, der MVP-Titel der Saison 2006, die Auszeichnung des Player of the Year von 2004 bis 2010 und der Goldene-Schuh-Award 2004 & 2009. Im August 2010 verließ sie die Kaiman-Inseln und ging für ihr Studium an das Darton State College. Sie spielte nur sechs Monate für das Women’s Soccer Team der Darton State Cavaliers. Anschließend spielte sie auf Vereinsebene, neben ihrem Studium an dem Darton State College, für den FC Indiana in der W-League. Am 24. August 2012 verließ sie die Vereinigten Staaten und ihren Verein FC Indiana, um in der Schweiz beim FC Neukirch zu unterschreiben.

#### Nationalmannschaft
Gall gehört zum Kader für die Frauen-Fußballnationalmannschaft der Cayman Islands und spielte bislang in 14 Länderspielen für ihr Heimatland. Zuvor durchlief sie bereits die U-17-Nationalmannschaft der Kaimans.